# William Parker (Musiker)

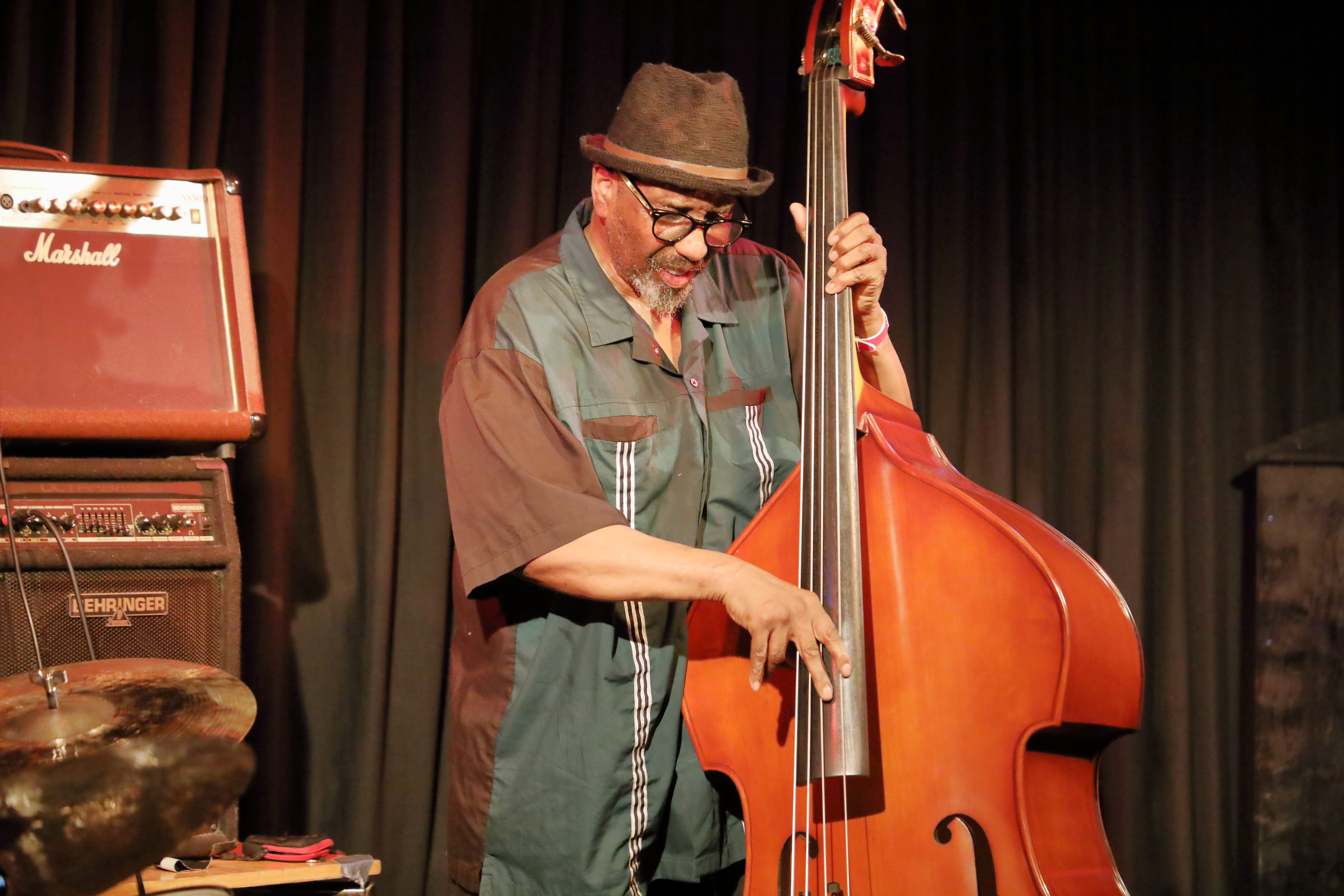
William Parker im club W71 (2019)

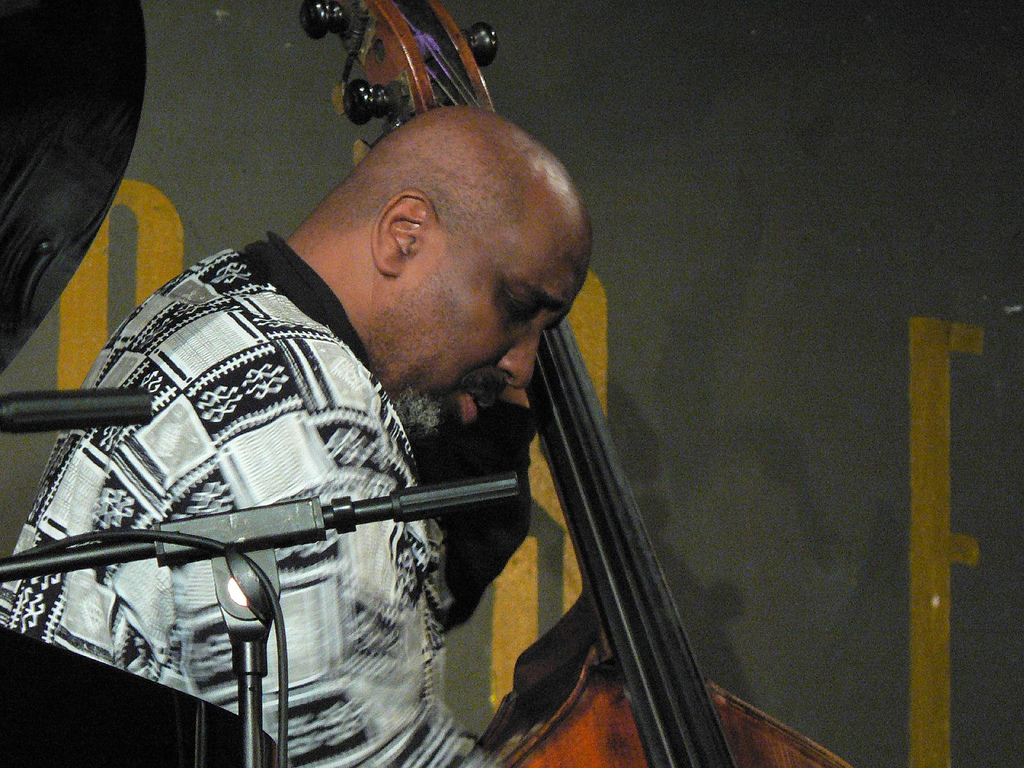
William Parker (2007)

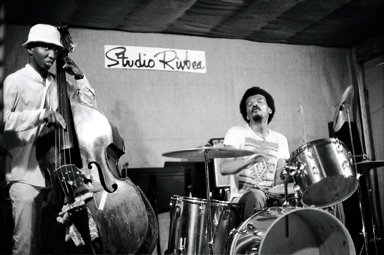
William Parker & Rashid Bakr (1976)

William Parker (* 10. Januar 1952 in der Bronx, New York City) ist ein US-amerikanischer Jazz-Bassist.

## Leben und Wirken
Parker, der im Unterschied zu anderen Kontrabassisten seiner Generation keine schulische Ausbildung auf dem Instrument hat, nahm Unterricht bei Jimmy Garrison, Richard Davis und Wilbur Ware. Dabei ist er als jemand der regelmäßig, auch jenseits von Solos, mit dem Bogen spielt, eine Ausnahme unter den Bassisten der Free-Jazz- und Improvisationsszene seiner Generation.
Parker, der bereits seit den frühen 1970ern Musik macht, ist international seit Beginn der 1990er Jahre zunächst vor allem in den Bands von Cecil Taylor aufgefallen. Er hat auch mit dem Quartett von David S. Ware und in verschiedenen Gruppen von Peter Brötzmann gespielt. Weiterhin ist er mit Musikern wie Alan Braufman (Live in New York City, February 8, 1975), Matthew Shipp (By the Law of Music 1996, Good and Evil Sessions, 2003), Hamid Drake, Bill Dixon, Charles Gayle, Roscoe Mitchell, Butch Morris, Frank Lowe, Billy Bang, Fred Anderson, Derek Bailey, Tony Oxley, Rashied Ali, Sunny Murray, Rozanne Levine, Perry Robinson, Henry Grimes, Jeanne Lee, Ivo Perelman, Kidd Jordan, DJ Spooky und Mat Maneri aufgetreten. Gemeinsam mit den Bassisten Barre Phillips, Tetsu Saitoh und Joëlle Léandre spielte er das Album After You’ve Gone zur Erinnerung an Peter Kowald ein. Das mit seinem regulären Quartett eingespielte Album Sound Unity wurde 2005 von Amazon.com als eines der Top 100 Editor’s Picks gewählt. Mit Anthony Braxton und Milford Graves entstand als improvisierte Session Beyond Quantum (2008). Zu seinen Ehren entstand Bobby Zankels Album Celebrating William Parker at 65 (2017), an dem er beteiligt war.
Er ist Mitglied der Musikerkooperative Other Dimensions in Music. Gemeinsam mit seiner Frau, der Tänzerin Patricia Nicholson, hat er das Vision Festival in New York gegründet und zum wichtigen Ereignis entwickelt.
Im März 2007 ist Parkers Buch who owns music? im Kölner Verlag buddy’s knife jazzedition erschienen; who owns music? versammelt seine politischen Gedanken, seine musiktheoretischen Aufsätze und seine Gedichte.
Zusammen mit Roy Campbell, Joe McPhee und Warren Smith spielt er in dem Projekt A Tribute to Albert Ayler.

## Diskographische Hinweise
- Jemeel Moondoc und William Parker: New World Pygmies (1998)
- Jemeel Moondoc und William Parker: New World Pygmies Vol. 2 (2001)
- After You Gone (Victo, 2004) mit Tetsu Saitoh, Barre Phillips und Joëlle Léandre
- Petit Oiseau (2008)
- Joe Morris / William Parker / Gerald Cleaver: Altitude (AUM Fidelity, 2012)
- Oliver Lake, William Parker: To Roy (Intakt, 2015)
- For Those Who Are, Still (2015)
- Toxic: This Is Beautiful Because We Are Beautiful People (ESP-Disk, 2017), mit Matthew Shipp, Mat Walerian
- In Order to Survive: Live/Shapeshifter (2019)
- Daniel Carter, Matthew Shipp, William Parker, Gerald Cleaver: Welcome Adventure! Vol. 1 (577 Records, 2019)
- Okuden Quartet: Every Dog Has Its Day But It Doesn’t Matter Because Fat Cat Is Getting Fatter (ESP-Disk, 2020), mit Mat Walerian, Matthew Shipp, Hamid Drake
- Luís Vicente, John Dikeman, William Parker & Hamid Drake: Goes without Saying, but It’s Got to Be Said (2020)
- Dopolarians: The Bond (2021)
- Mayan Space Station (2021)
- Painters Winter (2021)
- Matthew Shipp/William Parker: Re:Union  (RogueArt, 2021)
- Whit Dickey / William Parker / Matthew Shipp: Village Mothership (2021)
- Francisco Mela, Matthew Shipp, William Parker: Music Frees Our Souls Vol. 1 (2021)
- Andrew Cyrille, William Parker & Enrico Rava: 2 Blues for Cecil (TUM, 2022)
- Peter Brötzmann, Milford Graves & William Parker:  Historic Music Past Tense Future (Black Editions Archive, 2002, ed.2022)
- Daniel Carter, Matthew Shipp, William Parker, Gerald Cleaver: Welcome Adventure! Vol. 2 (577 Records, 2022)
- Universal Tonality (AUM Fidelity, 2002/2022)
- Visitation of Spirits: The Pyramid Trio Live, 1985 (NoBusiness Records, 2023)
- Milford Graves, William Parker & Charles Gayle: WEBO (Black Editions Archive, 1991, ed. 2024)
- Steve Hirsh, Steve Swell, Jim Clouse & William Parker: Out on a Limb (2024)
- Andrew Barker, William Parker, Jon Irabagon: Bakunawa (Out of Your Head Records, 2024)
- William Parker / Hugo Costa / Philipp Ernsting: Pulsar (2024)
- Isaiah Collier, William Parker & William Hooker: The Ancients (Eremite, 2025)
- Ivo Perelman & Matthew Shipp String Trio: Armageddon Flower (TAO Forms, 2025)